# Степ (Лосинівська селищна громада)
Степ (у 1929—2013 роках — Червоний Пахар) — село в Україні, в Ніжинському районі Чернігівської області. Населення становить 41 особу (2020). Входить до складу Лосинівської селищної громади.

## Географія
Сусідні населені пункти:

## Історія
Село виникло на початку 1920-х років на землях, суміжних із селом Вікторівка. У 1929 році в селі було утворено колгосп «Червоний пахар», назва якого закріпилася і за селом. Постановою Верховної Ради України від 17 травня 2013 року селу офіційно повернуто історичну назву Степ.
12 червня 2020 року, відповідно до розпорядження Кабінету Міністрів України № 730-р «Про визначення адміністративних центрів та затвердження територій територіальних громад Чернігівської області», увійшло до складу Лосинівської селищної громади.
19 липня 2020 року, в результаті адміністративно-територіальної реформи та ліквідації Ніжинського(1923 - 2020) району, увійшло до складу новоутвореного Ніжинського району.

## Населення
За даними перепису населення 2001 року у селі мешкало 90 осіб. Мовний склад населення села був таким:
| Мова       | Число ос. | Відсоток |
| ---------- | --------- | -------- |
| українська | 89        | 98,89    |
| російська  | 1         | 1,11     |